# Allochernes himalayensis
Allochernes himalayensis är en spindeldjursart som beskrevs av Beier 1974. Allochernes himalayensis ingår i släktet Allochernes och familjen blindklokrypare. Inga underarter finns listade i Catalogue of Life.